# Victor Potel

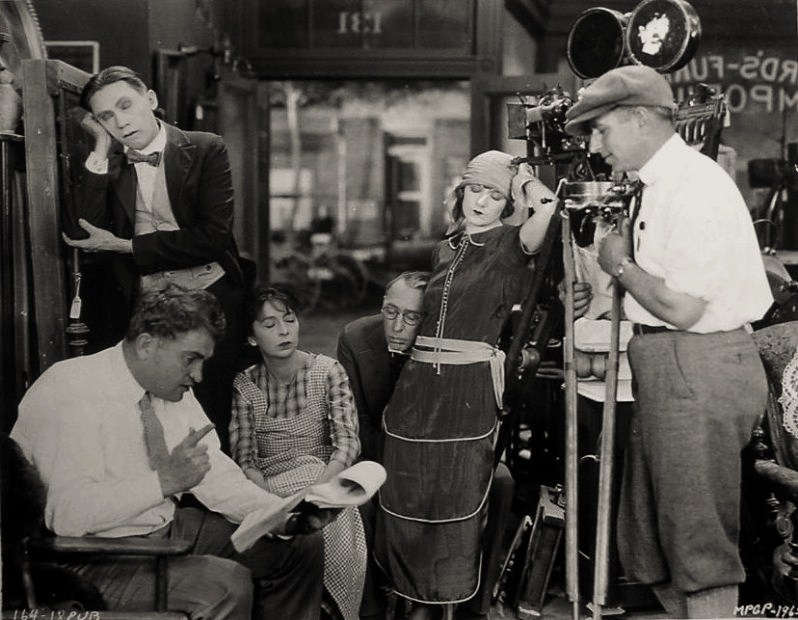
Victor Potel (links, scheinbar schlafend) am Filmset von Along Came Ruth (1924)

Victor Potel (* 12. Oktober 1889 in Lafayette, Indiana; † 8. März 1947 in Hollywood, Kalifornien) war ein US-amerikanischer Schauspieler, bekannt für Komödien und Western von und mit Gilbert M. Anderson.

## Leben
Ab 1910 arbeitete Potel zunächst exklusiv für die Chicagoer Filmfirma Essanay, meist unter der Regie von Gilbert M. Anderson in Komödien und Western bzw. Kombinationen beider Genres. Mit Augustus Carney trat er von 1910 bis 1911 als Komiker-Paar „Hank & Lank“ in neun Filmen auf. Von 1911 bis 1917 spielte er ca. 80-mal den Charakter Slippery Slim in den sogenannten Snakeville-Westernkomödien, zunächst neben Carneys Hauptfigur Alkali Ike, bevor sein Komikerkollege 1914 zu Universal Studios wechselte.
Mit der Zeit arbeitete Potel auch für andere Filmgesellschaften, unter anderem auch für die Mack Sennett Comedies. Als Nebendarsteller in Filmen sämtlicher Genres besetzt, wurden seine Rollen mit den Jahren immer kleiner (in den meisten seiner Filme nach den 1920er Jahren wurde Potel nicht in den Credits aufgeführt). Unter den zahlreichen Filmen, in denen er mitspielte, befanden sich unter anderem Victor Flemings Der Mann aus Virginia (1929), Cecil B. DeMilles The Squaw Man (1931) und Richard Boleslawskis Helden aus der Hölle (1936) sowie mehrere Komödien-Klassiker der 1930er und 1940er Jahre. Zweimal arbeitete Potel als Regisseur: 1924 drehte er zusammen mit J. A. Howe die Komödie The Rubber-Neck, 1927 den Western Action Craver. Viermal schrieb er Filmskripte bzw. -drehbücher.
Von 1940 bis zu seinem Tod 1947 gehörte Potel zu Preston Sturges’ festem Schauspielerstamm. In neun Filmen unter Regie von Sturges spielte er kleine, manchmal markante Nebenrollen, so etwa in Sullivans Reisen (1941), Atemlos nach Florida (1942), Sensation in Morgan’s Creek (1944) und Verrückter Mittwoch (1947).

## Filmografie (Auswahl)
- 1910: The Tout’s Remembrance (Kurzfilm)
- 1910: Hank and Lank: Joyriding (Kurzfilm)
- 1910: A Dog on Business (Kurzfilm)
- 1919: Captain Kidd, Jr.
- 1922: A Tailor-Made Man
- 1922: Im Wirbel der Fluten (Quincy Adams Sawyer)
- 1923: Penrod and Sam
- 1926: The Carnival Girl
- 1927: Eddie, der Postillion der Liebe (Special Delivery)
- 1928: Die Welt in Flammen (The Little Shepherd of Kingdom Come)
- 1929: Der Mann aus Virginia (The Virginian)
- 1930: Der brave Soldat Elmer (Doughboys)
- 1931: The Squaw Man
- 1932: Einsame Herzen (The Purchase Price)
- 1933: Ich tanze nur für Dich (Dancing Lady)
- 1935: Ein Butler in Amerika (Ruggles of Red Gap)
- 1935: Mississippi
- 1935: Die Lady und der Gangster (She Couldn’t Take It)
- 1935: San Francisco im Goldfieber (Barbary Coast)
- 1935: Der Jazzkadett (Shipmates Forever)
- 1935: The Fighting Marines
- 1936: Ausgerechnet Weltmeister (The Milky Way)
- 1936: Das Wunder in der Wüste (Three Godfathers)
- 1936: Blinde Wut (Fury)
- 1937: Fluß der Wahrheit (God’s Country and the Woman)
- 1937: Ein Faible für Pferde (Racing Lady)
- 1937: Die Marx Brothers: Ein Tag beim Rennen (A Day at the Races)
- 1937: Der Schatz am Meeresgrund (Adventure’s End)
- 1938: Swing Your Lady
- 1938: Im goldenen Westen (The Girl of the Golden West)
- 1938: The Strange Case of Dr. Meade
- 1939: Auf in den Kampf (Stand Up and Fight)
- 1939: Rivalen (Let Freedom Ring)
- 1939: Second Fiddle
- 1939: Damals in Hollywood (Hollywood Cavalcade)
- 1939: Nenn mich Hilda (The Housekeeper’s Daughter)
- 1939: Blondie Brings Up Baby
- 1940: Der junge Edison (Young Tom Edison)
- 1940: Der große McGinty (The Great McGinty)
- 1940: Die Unschuld und der Bösewicht (The Villain Still Pursued Her)
- 1940: Weihnachten im Juli (Christmas in July)
- 1941: Die Falschspielerin (The Lady Eve)
- 1941: Las Vegas Nights
- 1941: Pot o’ Gold
- 1941: Mary und der Millionär (The Devil and Miss Jones)
- 1941: Die Marx Brothers im Kaufhaus (The Big Store)
- 1941: Die Unvollendete (The Great Awakening)
- 1941: Gib einem Trottel keine Chance (Never Give a Sucker an Even Break)
- 1941: Birth of the Blues
- 1941: Sullivans Reisen (Sullivan’s Travels)
- 1942: Atemlos nach Florida (The Palm Beach Story)
- 1943: The Sky’s the Limit
- 1943: Girl Crazy
- 1943: Sensation in Morgan’s Creek (The Miracle of Morgan’s Creek)
- 1944: Es geschah morgen (It Happened Tomorrow)
- 1944: Heil dem siegreichen Helden (Hail the Conquering Hero)
- 1944: Das Lied des goldenen Westens (Can’t Help Singing)
- 1945: San Francisco Lilly (Flame of Barbary Coast)
- 1945: Stimme aus dem Jenseits (Strange Illusion)
- 1945: A Medal for Benny
- 1947: Verrückter Mittwoch (The Sin of Harold Diddlebock)
- 1947: Die Farm der Gehetzten (Ramrod)
- 1947: Das Ei und ich (The Egg and I)
- 1947: Die Farmerstochter (The Farmer’s Daughter)
- 1948: Blut und Gold (Relentless)